# Nicolas Vimar
Nicolas, comte Vimar (30 octobre 1744 à  Mesnières (Normandie) - 29 décembre 1829 à Paris), est un homme politique français.

## Biographie
Il est membre du Parlement de Rouen, juriconsulte réputé, au début des troubles révolutionnaires. Dès la formation des premiers corps municipaux en 1790, il est nommé procureur de la commune de Rouen, il fait de cette ville un havre de paix pour les modérés et ceux qu'on nomme à l'époque les aristocrates. Son sang-froid, le fait élire à l'Assemblée législative où il prend place parmi les constitutionnels et s'oppose constamment aux excès des Montagnards.
Il épouse le 22 septembre 1794 sa maîtresse Louise Henriette Guesdon, récemment divorcée de Pierre Nicolas Etienne Langlois (1756-1819), député de la Seine-Inférieure à l'Assemblée législative; il devient le beau-frère de Jean-Baptiste Louis Ducastel, autre député de la Seine-Maritime à l'Assemblée législative.
Membre du comité de législation et de la Commission des douze, son opposition aux extrémistes lui vaut d'être incarcéré plus de 6 mois pendant la Terreur. Il est libéré après le 9 Thermidor et rentre momentanément dans la vie civile. Juriste reconnu, il refuse pour la première fois le ministère de la Justice qu'on lui propose après le 18 Fructidor (4 septembre 1797) en remplacement de Merlin. Il consent toutefois à devenir membre du comité de bienfaisance dont il avait provoqué l'établissement, puis bientôt du comité central de l'Instruction publique. Il est élu en 1798 député de la Seine-Inférieure (aujourd'hui la Seine-Maritime) au Conseil des Anciens, puis ne tarde pas à devenir secrétaire de cette assemblée dont il influence nombre de ses décisions. Il s'oppose ainsi de toutes ses forces à une résolution du Conseil des Cinq-Cents, qui veut déclarer irrévocables les ventes des domaines nationaux quoique irrégulières, et non seulement celles qui sont déjà consommées, mais aussi celles qui se feront dans l'avenir. Son opposition au système de spoliation qu'on voulait ainsi consommer fit naître de violents mais salutaires débats. Peu favorable à la tyrannie directoriale, confident de Cambacérès, il fait partie du petit groupe de conjurés qui par le coup d'État du 18 brumaire porte Bonaparte au pouvoir.
L'accession de Cambacérès au consulat requiert la nomination de son remplaçant au ministère de la Justice. Sur les instances de son ami, Nicolas Vimar est donc une nouvelle fois pressenti pour ce portefeuille, mais alors que le décret est rédigé, il se récuse.
Il est en revanche nommé le 19 brumaire an VIII membre de la commission intermédiaire des Anciens qui donne à la France ses nouvelles institutions. Il entre au Sénat conservateur lors de sa création le 3 nivôse an VIII. Il a alors 60 ans. Il est élu membre du conseil particulier de ce corps, dont il restera toujours un membre influent, pendant les sessions de 1805, 06, 07, 08, 09, 10, 11, 12, 1813. Il est doté de la très riche sénatorerie de Nancy en mai 1804. Le 3 juin 1808, par lettre patente, il est fait comte de l'Empire.
Fidèle à ses idées royalistes, il prend une part active à la déchéance de l'Empereur et au rappel des Bourbons. Il vote la déchéance de l'Empereur le 3 avril 1814, et fait partie de la commission chargée de la rédaction de la Charte, condition posée au retour de Louis XVIII sur le trône de ses pères. Le 4 juin 1814, il est appelé par le roi à venir siéger dans la prestigieuse Chambre des pairs.
Fidèle aux Bourbons, il s'abstient de siéger pendant les Cent-Jours, il est en revanche élu comme représentant de la Seine-Inférieure à la Chambre, où il se montre parfaitement hostile à l'Empereur. Il limite son activité au comité de législation de cette chambre. Après Waterloo, devant l'avancée des Alliés, cette dernière nomme une députation pour présenter aux souverains coalisés la déclaration de ses principes, mais le comte Vimar n'accepte pas cette mission. Après le retour du roi en juillet 1815, il réintègre la Pairie où il défend les libertés octroyées par la Charte, régime monarchique à l'anglaise qui fut toujours celui de ses vœux les plus chers. Au procès du maréchal Ney, il vote la mort.
Comte, son titre fut confirmé par lettres patentes par Louis XVIII. Pair de France à titre héréditaire. Membre de la Légion d'honneur (1803), commandeur (1804), grand-officier (30 juin 1811), il est membre du comité du contentieux de cet ordre jusqu'à sa mort. Il reste titulaire de la sénatorerie de Nancy où il se montre généreux.
À Paris, où il réside la plupart du temps, il reste un familier du salon de Cambacérès jusqu'à la mort de ce dernier en 1824, où il croise de vieux amis comme Boissy d'Anglas, Choiseul, Chaptal ou Daru. Il est connu pour sa modération, sa grande culture et sa vaste science juridique. Il meurt le 29 décembre 1829 dans son hôtel particulier de la rue Bellechasse à Paris.

## Distinctions
- Grand officier de la Légion d'honneur (1811).